# Kaikhosru Shapurji Sorabji

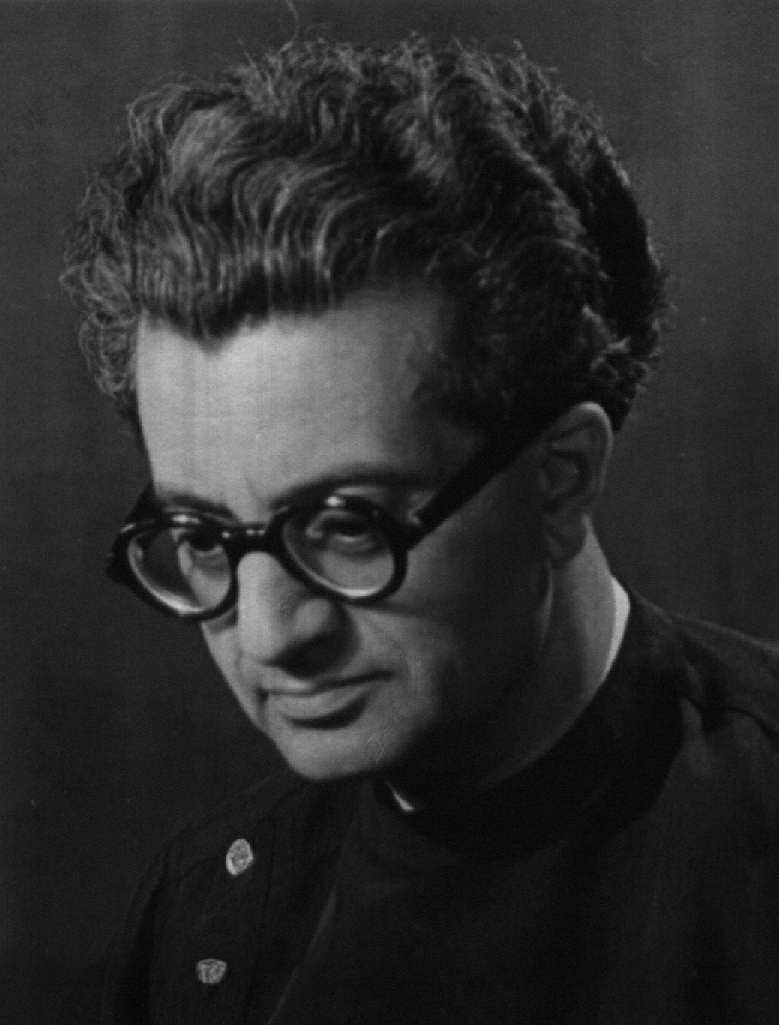
Kaikhosru Shapurji Sorabji omstreeks 1950

Kaikhosru Shapurji Sorabji (Chingford, Essex, 14 augustus 1892 – Winfrith Newburgh, 15 oktober 1988), doopnaam Leon Dudley Sorabji, was een Engelse componist, pianist, muziekcriticus en schrijver.

## Leven
Sorabji werd geboren op 14 augustus 1892 te Chingford, Essex (nu Groot-Londen). Zijn vader, Shapurji Sorabji (doopnaam Shapurji Hormusji Shroff; 18 augustus 1863 – 7 juli 1932), was een Parsi civiel ingenieur uit Bombay, India. Zijn moeder, Madeline Matilda Worthy (13 augustus 1866 – 5 mei 1959), was Engelse.

## Enkele werken[2]

### Pianowerken
Pianosymfonieën
- Nr. 0 (1930–31)
- Nr. 1, Tāntrik (1938–39)
- Nr. 2 (1954)
- Nr. 3 (1959–60)
- Nr. 4 (1962–64)
- Nr. 5, Symphonia brevis (1973)
- Nr. 6, Symphonia claviensis (1975–76)

Toccatas
- Nr. 1 (1928)
- Nr. 2 (1933–34)
- Nr. 3 (1955)
- Nr. 4 (1964–67)

Pianosonates
- Nr. 0 (1917)
- Nr. 1 (1919)
- Nr. 2 (1920)
- Nr. 3 (1922)
- Nr. 4 (1928–29)
- Nr. 5, Opus archimagicum (1934–35)

Overige pianowerken
- Opus clavicembalisticum (1929–30)
- Symphonic Variations for Piano (1935–37)
- "Gulistān"—Nocturne for Piano (1940)
- Études transcendantes (100) (1940–44)
- Concerto da suonare da me solo e senza orchestra, per divertirmi (1946)
- Sequentia cyclica super "Dies irae" ex Missa pro defunctis (1948–49)
- Symphonic Nocturne for Piano Alone (1977–78)
- Villa Tasca: Mezzogiorno siciliano—Evocazione nostalgica e memoria tanta cara e preziosa del giardino meraviglioso, splendido, tropicale (1979–80)

### Orkestwerken
- Symfonie nr. 1 (1921–22)
- Symfonie nr. 2, Jāmī (1942–51)
- Messa grande sinfonica (1955–61)

### Orgelwerken
Orgelsymfonieën
- Nr. 1 (1924)
- Nr. 2 (1929–32)
- Nr. 3 (1949–53)